# Mercedes-Benz SLS AMG
La Mercedes-Benz SLS AMG (sigla di progetto C197 per la coupé e per la roadster R197) è una autovettura ad alte prestazioni prodotta dal 2010 al 2014 dalla casa automobilistica tedesca Mercedes-Benz.

## Storia e profilo

### Genesi

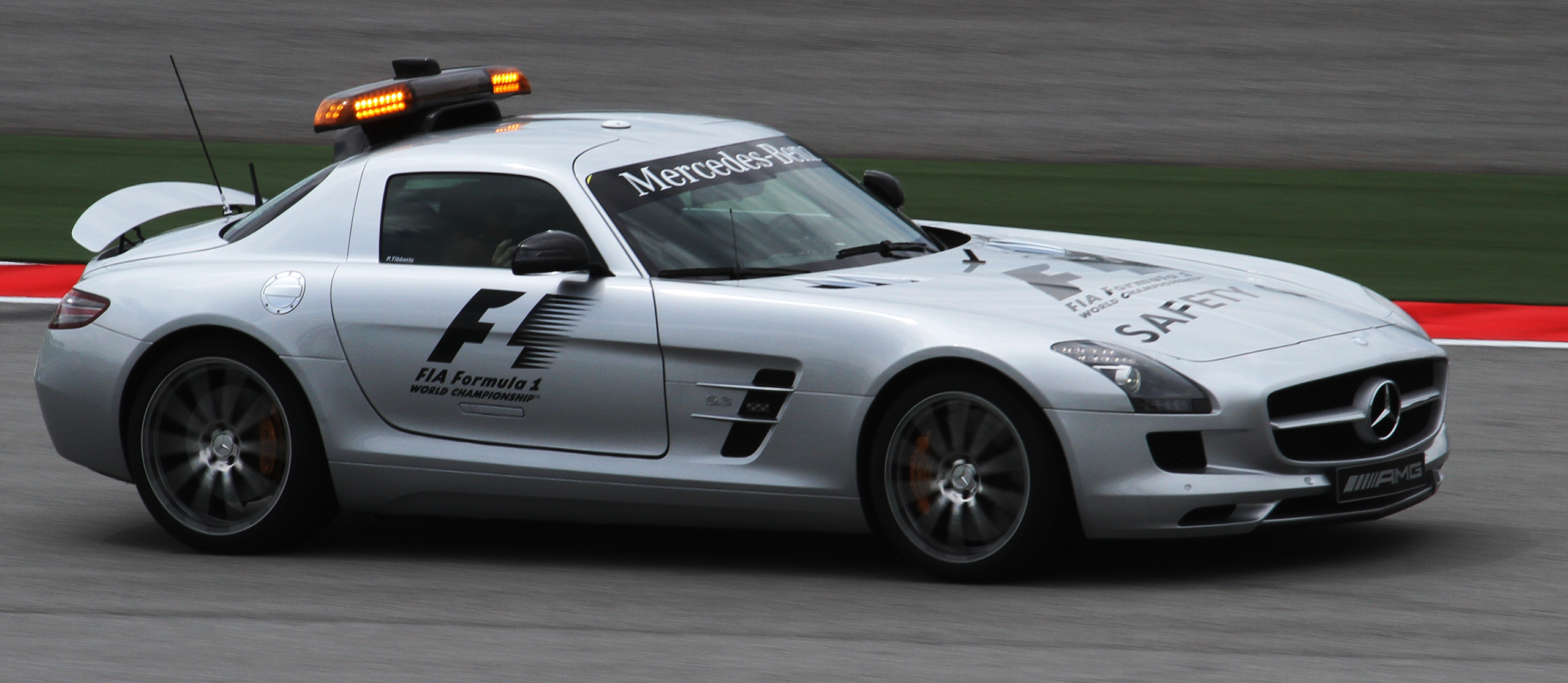
La Mercedes-Benz SLS AMG Safety car

La storia della SLS AMG comincia con un divorzio storico: quello tra Daimler AG e McLaren, dopo una collaborazione stretta che ha portato soprattutto grandi successi in Formula 1, ma che ha anche permesso la creazione di una Gran Turismo come la SLR McLaren. Successivamente, dopo qualche anno dal lancio di quest'ultima, cominciarono i primi attriti tra i due costruttori, dovuti sia ai numeri di vendita della vettura, inferiori ai previsti 500 esemplari l'anno, sia anche alle tensioni innescate nel team della casa inglese dagli esiti della spy story della stagione 2007 di F1, esiti che condannarono la McLaren nei confronti della Ferrari e che furono tra i motivi che spinsero i vertici Daimler a dissociare il marchio Mercedes-Benz dalla McLaren stessa. Altri motivi andavano ricercati anche nelle divergenze tra le due Case negli orientamenti da seguire per il progetto dell'erede della SLR McLaren. Anche per questo motivo, ognuno dei due costruttori ha scelto di andare per la propria strada: McLaren darà vita ad una propria sportiva, la MP4-12C, una vettura dal design moderno senza concessioni a stilemi classici. La Mercedes-Benz, invece, punterà su una Gran Turismo rivisitazione in chiave moderna della 300 SL "Ali di gabbiano", ancor più di quanto aveva fatto la SLR McLaren.

### Debutto
La presentazione ufficiale della nuova Gran Turismo ebbe luogo al Salone dell'automobile di Francoforte nel settembre 2009, ma la commercializzazione non ebbe inizio che sei mesi dopo, e precisamente il 27 marzo del 2010, con il nome di SLS AMG, dove SLS sta per Sport Leicht Super, mentre AMG indica chiaramente il famoso reparto sportivo Mercedes-Benz, con sede ad Affalterbach, che ha curato l'elaborazione e la messa a punto del motore. La data prevista per l'inizio della commercializzazione non è stata casuale, poiché in tale data si sono avute le qualifiche del GP d'Australia di Formula 1, dove la SLS AMG ha fatto il suo esordio come safety car.

### Design ed interni

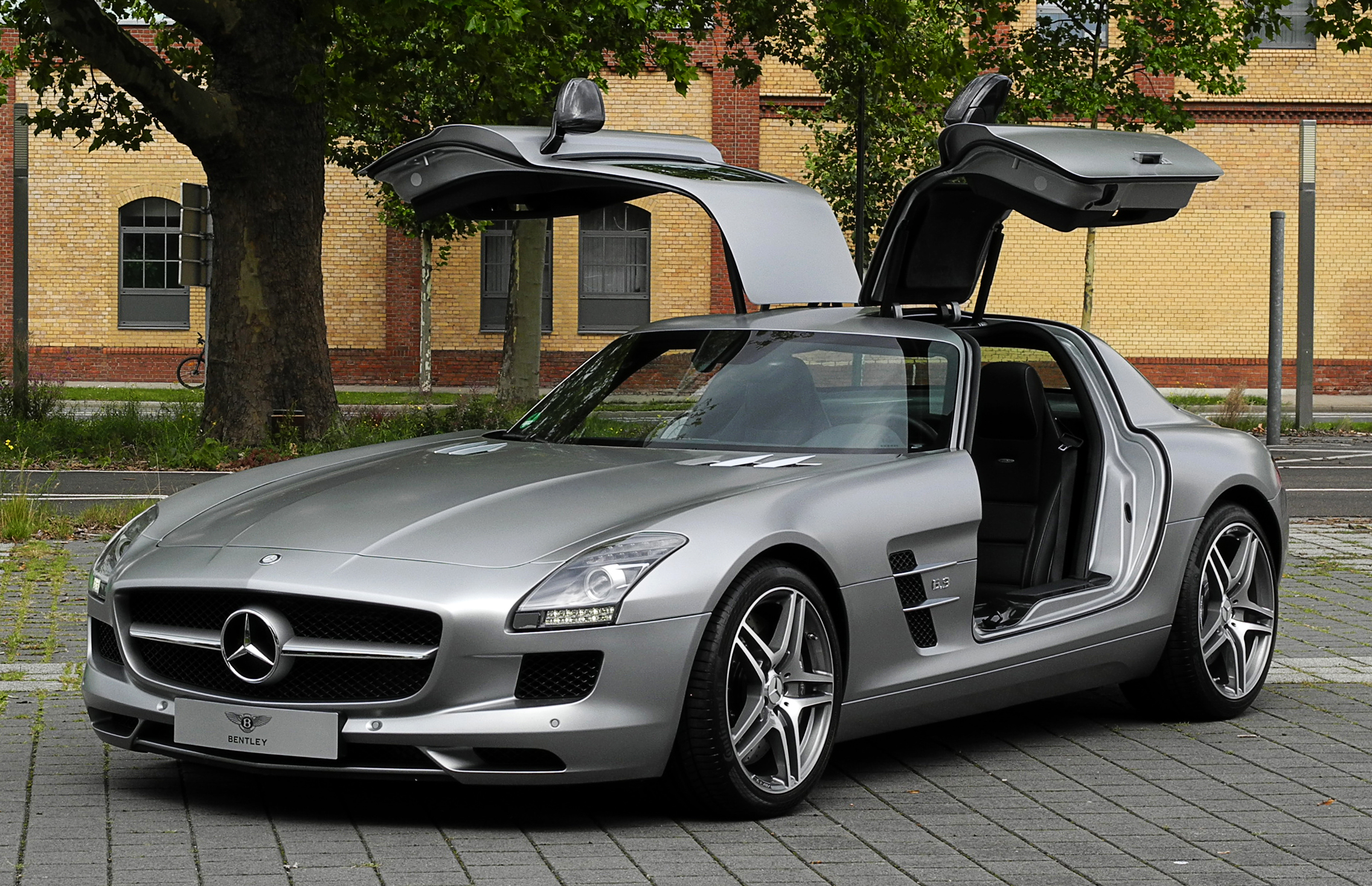
SLS AMG con le caratteristiche portiere aperte

Esteticamente la SLS AMG presenta dei richiami stilistici alla progenitrice di oltre 55 anni prima, e non solo per l'affascinante soluzione delle portiere ad ali di gabbiano incernierate sul tetto proprio come nella vecchia 300 SL, ma più in generale per le forme e le proporzioni dell'intero corpo vettura, con il lungo cofano anteriore, la grande calandra tagliata in due da una barra orizzontale con il grande logo della casa nel mezzo, l'abitacolo fortemente arretrato, i due grandi sfoghi d'aria laterali che si aprono subito dietro il parafango anteriore, la coda corta e tondeggiante, i fari posteriori sottili e a sviluppo orizzontale. Vi sono anche non poche differenze, come per esempio il nuovo disegno dei fari che nella SLS AMG sono quadrangolari ed avvolgenti, a differenza dei fari tondi della sportiva degli anni cinquanta. 

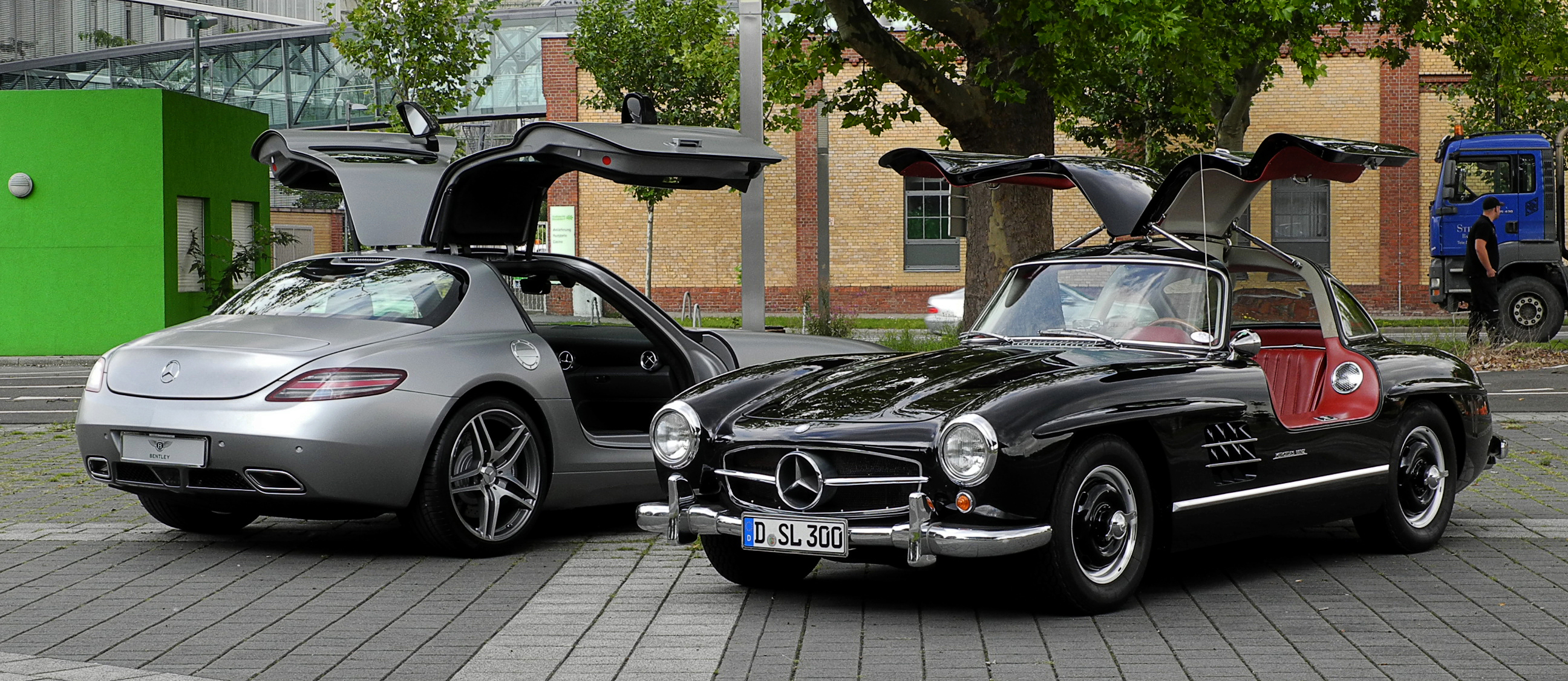
Una Mercedes-Benz SLS AMG a confronto con una Mercedes-Benz 300 SL "Ali di gabbiano"

Sotto i fari della SLS AMG sono inoltre presenti due prese d'aria, ma anche un labbro inferiore con ulteriori convogliatori d'aria. Mancano i particolari rilievi sui parafanghi anteriori e posteriori, che invece regalavano una personalità tutta particolare alla 300 SL, così come mancano i due caratteristici rilievi longitudinali sul cofano motore, rilievi peraltro già visti su altri modelli Mercedes-Benz più recenti, come la C63 AMG W204 o la SLK prima serie. Gli sfoghi d'aria laterali, poi, pur ricordando la progenitrice, non sono esattamente le stesse, poiché presentano un disegno più moderno, non a griglia, ma detatto da più sofisticate esigenze tecniche ed aerodinamiche. Più moderno anche il disegno degli specchietti retrovisori esterni, dotati di indicatori di direzione integrati. La fiancata appare più massiccia e muscolosa rispetto alla vecchia "ali di gabbiano", grazie alle nervature che la percorrono, alla linea di cintura decisamente più alta ed anche ai grossi cerchi in lega a sette doppie razze, da 19 pollici davanti e da 20 pollici dietro. Infine, la coda integra uno spoiler posteriore estraibile automaticamente una volta superati i 120 km/h.
L'abitacolo della SLS AMG possiede naturalmente una forte caratterizzazione sportiva, ma anche da vera Gran Turismo di lusso: i sedili sportivi rivestiti in pelle sono assai avvolgenti, come si conviene ad una sportiva del genere, ma soprattutto sono realizzati in magnesio per risparmiare peso, e dotati di imbottiture differenziate (più rigide nelle zone esterne, più morbide nelle zone interne). Nel complesso la seduta è impostata in maniera sportiva, ma non per questo estrema o tantomeno poco rilassante. Ci si siede in basso, infossati all'interno dell'abitacolo. 

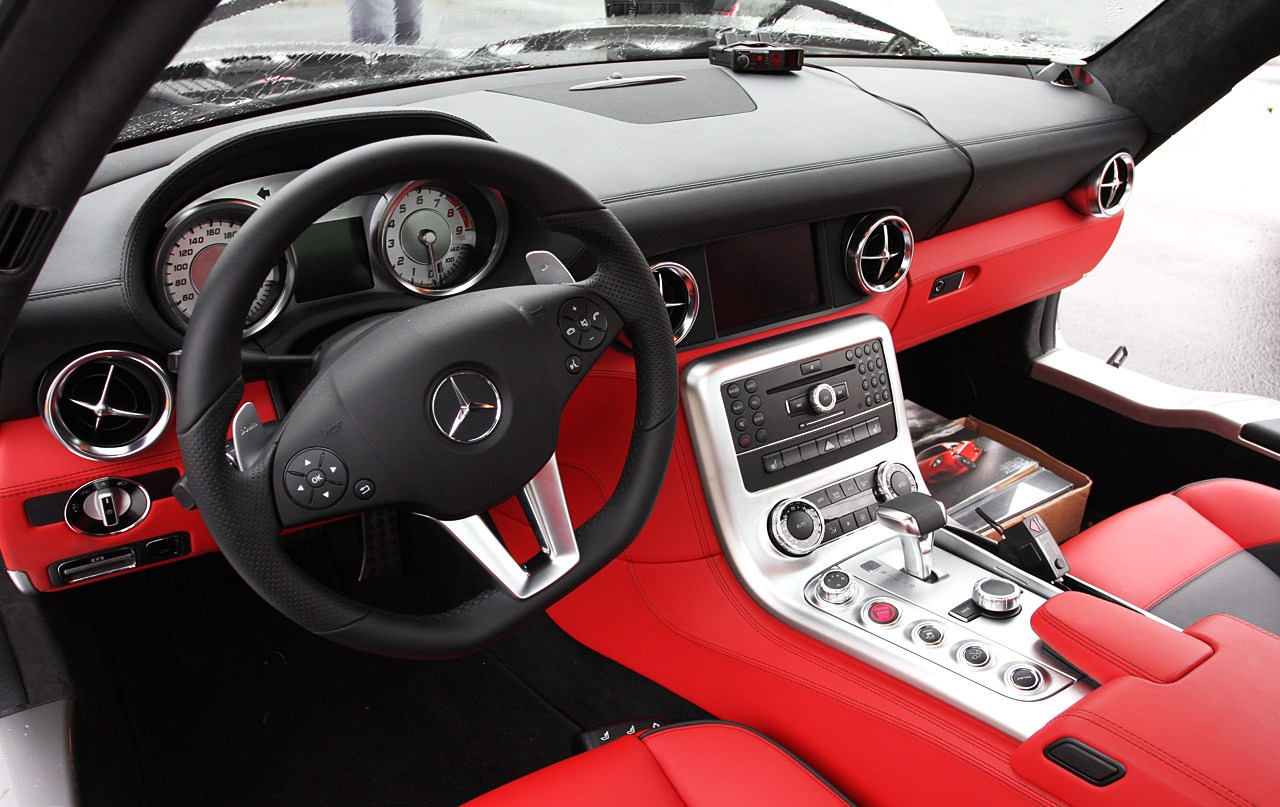
Vista dell'abitacolo di una SLS AMG

Nonostante si tratti di una biposto, la SLS AMG riesce ad offrire ai due occupanti un buon livello di abitabilità interna. La consolle centrale è un mix di pelle e alluminio (ma a richiesta si può avere in alternativa il carbonio), con richiami al mondo dell'aeronautica, come il disegno delle due bocchette centrali di aerazione o la leva del cambio simile al comando dei motori a propulsione di un velivolo. Il tutto è dominato dal sistema multimediale COMAND APS, con il suo schermo da 7 pollici sulla sommità della consolle che interagisce con il pilota mediante la manopola posta sul tunnel centrale. Vi sono poi il lettore CD/DVD, i comandi relativi alla climatizzazione e quelli relativi all'impostazione dello stile di guida e di cambiata. Quest'ultimo dispositivo viene chiamato AMG DRIVE UNIT. Come spesso avviene su vetture di questo tipo, anche in questo caso il bagagliaio non è molto capiente, ed è limitato a soli 176 litri.

## Meccanica

### Struttura

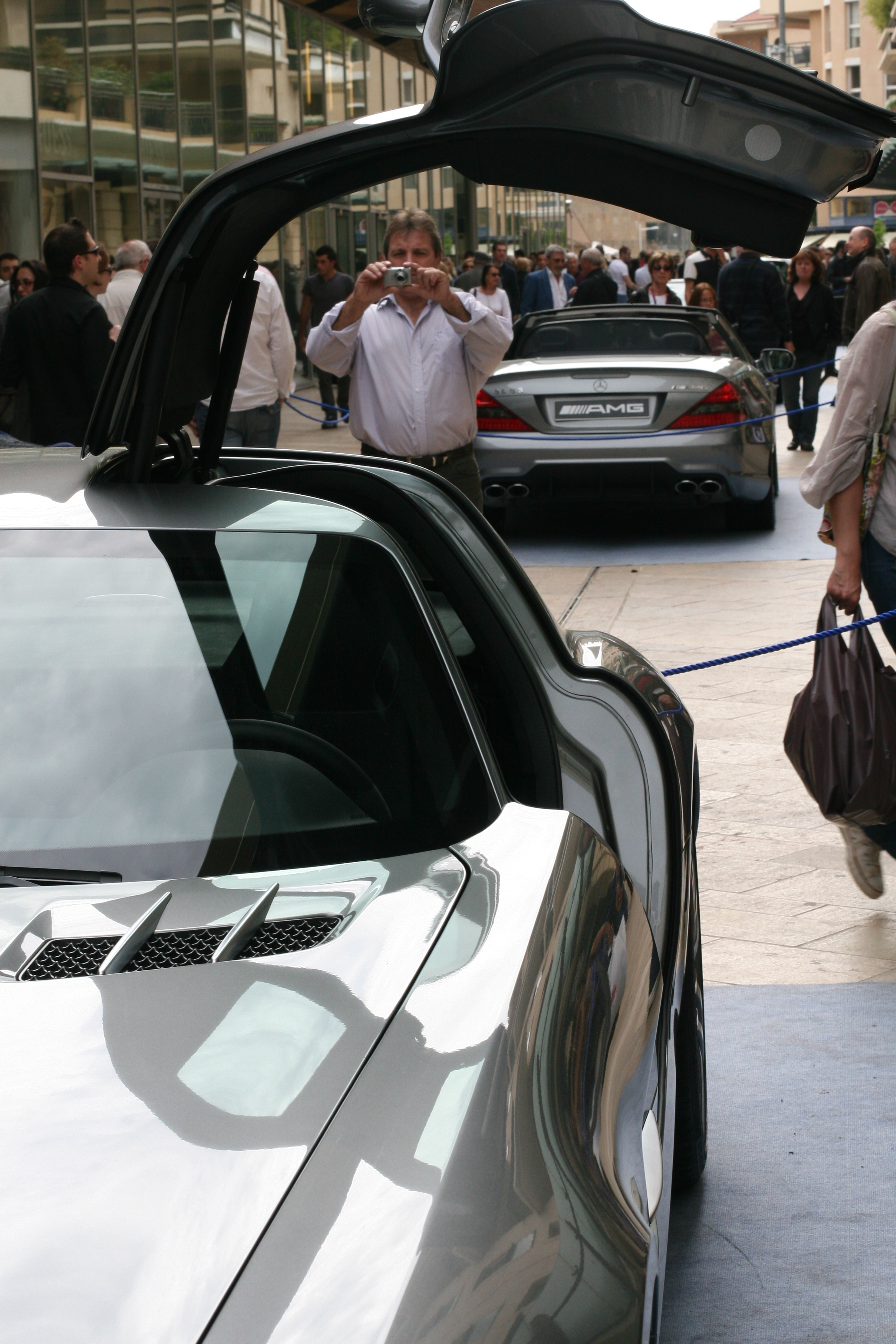
L'apertura ad ali di gabbiano della SLS AMG impone una struttura assai rigida

La SLS AMG è la prima vettura stradale della Casa con scocca quasi interamente realizzata in lega di alluminio. Si tratta di una struttura reticolare che fa uso solo per il 4% di acciai altoresistenziali, limitati unicamente ai due montanti anteriori. Per il resto, è solo alluminio, più leggero, ma allo stesso tempo garante di elevati valori di rigidezza torsionale e flessionale, e perciò in grado di sostenere le sollecitazioni dinamiche provenienti dal gruppo motopropulsore, ma anche dai due assali. Questo aspetto è ancor più importante se si considera la volontà dei progettisti Mercedes-Benz di voler conservare l'inconsueta apertura delle portiere incernierate sul tetto, un fattore che impone a maggior ragione l'esigenza di una struttura assai rigida. Negli anni '50, la soluzione delle portiere ad ali di gabbiano era stata quasi una scelta obbligata dato il notevole ingombro del telaio tubolare sulle fiancate, anche se poi l'effetto scenico ha superato di gran lunga l'esigenza tecnica. Con la SLS AMG, visto l'oltre mezzo secolo in più di evoluzione tecnologica, il problema dell'ingombro laterale non si pone più, ma rimane di estrema importanza il fatto di avere una struttura dall'alta rigidità unita ad una grande leggerezza. I lamierati e più in generale gli elementi in alluminio della scocca vengono realizzati con spessori differenziati: più spessi dove agiscono sollecitazioni più forti e più sottili dove non ne agiscono in misura rilevante. In questo modo, si riesce a risparmiare ulteriore peso. Ne consegue una struttura molto rigida, ma allo stesso tempo assai leggera, ottenendo una scocca con un peso limitato a 241 kg. Inoltre, la scocca è stata progettata ovviamente in funzione di un baricentro basso (con alloggiamenti per motore, cambio ed abitacolo più bassi rispetto alla norma, sia in funzione di un'adeguata ripartizione delle masse tra avantreno e retrotreno, sia in funzione della sicurezza per gli occupanti in caso di urto, specie se frontale. A questo proposito, va detto infatti che la scocca della SLS AMG riesce ad dissipare la forza d'urto conseguente ad un impatto, senza per questo deformarsi pericolosamente in direzione dei passeggeri.

### Motore

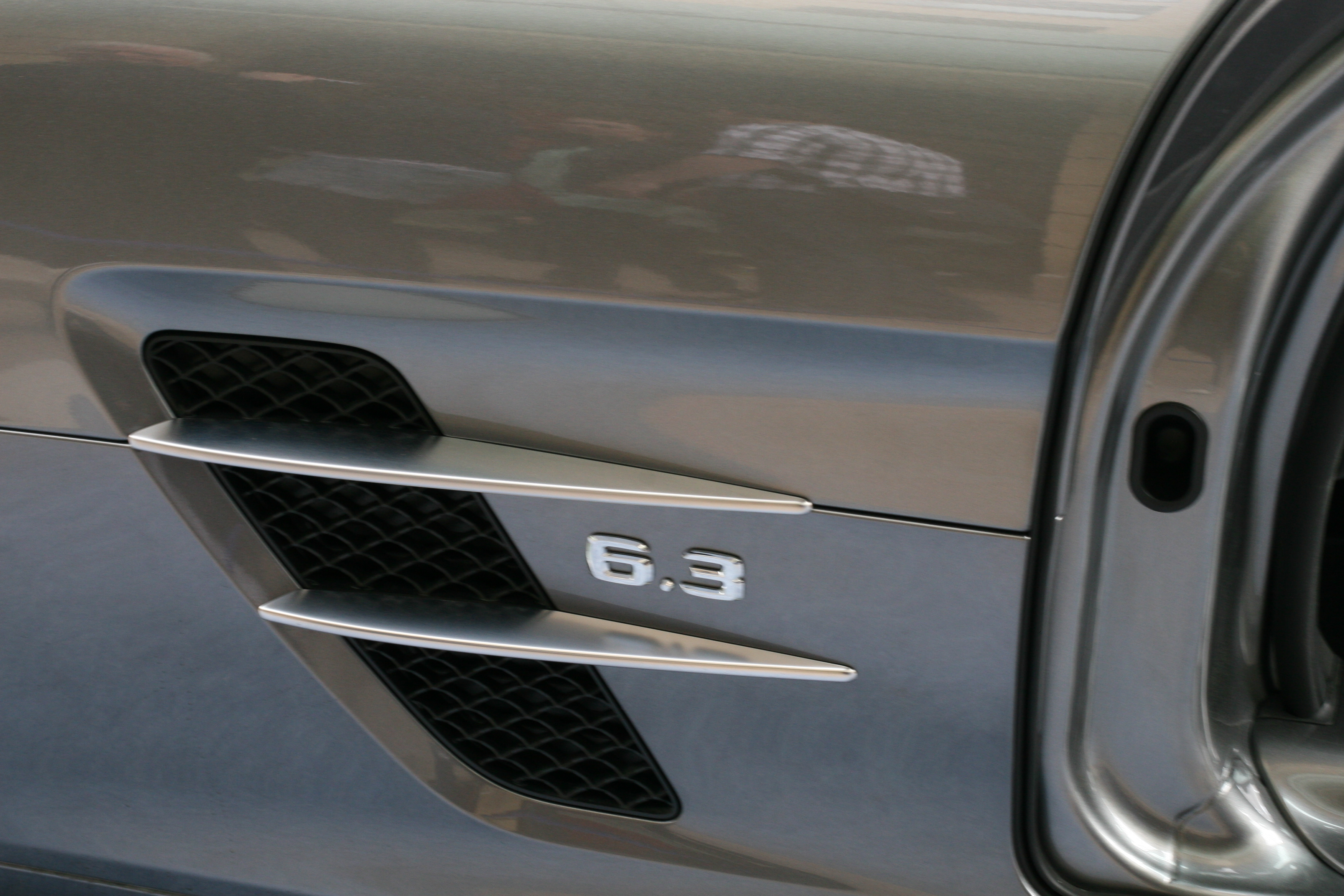
Anche se la Casa dichiara 6,3 litri per il motore della SLS AMG, in realtà si tratta di un 6,2 litri

Il propulsore utilizzato dalla SLS AMG è il motore M159, un'evoluzione del V8 M156 già utilizzato su altri modelli ad alte prestazioni della Casa. Si tratta di un 6,2 litri di cilindrata (anche se la Casa costruttrice e la stampa dichiarano sempre che si tratta di un 6,3 litri), e più precisamente di 6208 cm³. Tale propulsore, al momento del suo debutto, era il motore V8 aspirato più potente al mondo per una autovettura di serie omologata per uso stradale.

### Trasmissione

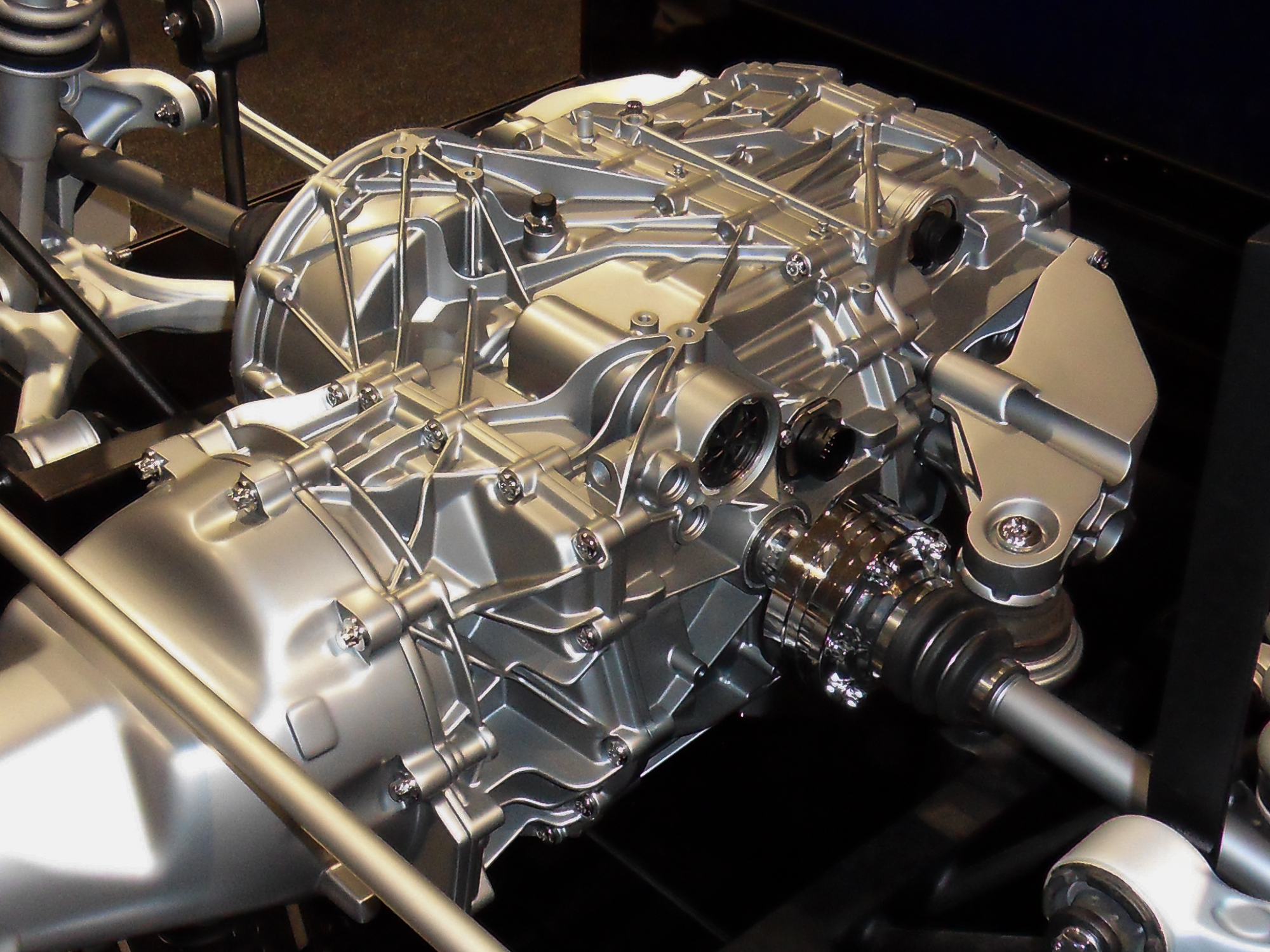
Dettaglio del cambio

Come di consueto e soprattutto in un'auto come la SLS AMG, la trazione è posteriore: la poderosa coppia motrice viene trasmessa al retrotreno mediante un cambio robotizzato a doppia frizione AMG Speedshift DCT, un cambio a 7 rapporti dagli innesti veloci che vengono eseguiti quasi senza interruzione di coppia. Tale cambio è gestito elettronicamente mediante un selettore situato sulla consolle centrale, il cosiddetto AMG DRIVE UNIT, grazie al quale è possibile scegliere tra quattro modalità di cambiata:
- C (Controlled Efficiency): il cambio agisce automaticamente in modalità "ecologica", con accelerazioni progressive, non brusche e cambio marcia al regime di giri ottimale per non consumare troppo;
- S ed S+ (Sport e Sport Plus): le marce vengono automaticamente "tirate" fino a fondoscala e solo a quel punto si sale al rapporto più alto;
- M (Manual): in questa modalità è il pilota a cambiare marcia, ma vi è uno strumento che comunque suggerisce il momento ottimale per cambiare rapporto.

È presente inoltre un ulteriore dispositivo, denominato RACE START, il quale permette di effettuare rapide partenze da fermo predisponendo il cambio ed il dispositivo ESP in maniera opportuna.
L'impostazione meccanica della vettura segue il cosiddetto schema Transaxle (motore anteriore e cambio sistemato posteriormente), uno schema che permette un'ottimale distribuzione dei pesi tra avantreno e retrotreno, e che in questo caso è ripartito per il 47% anteriormente e per il 53% posteriormente: il cambio AMG Speedshift DCT è quindi posto a ridosso del retrotreno ed è connesso al propulsore, posto anteriormente, mediante un albero di trasmissione in fibra di carbonio, quindi leggero (peso limitato a 4,7 kg per 1,71 m di lunghezza), e racchiuso all'interno di un involucro in lega di alluminio. Si tratta di una soluzione utilizzata nei campionati DTM, la quale permette di avere un albero leggero ed anche in questo caso assai rigido. Le eventuali vibrazioni che possono affliggere l'albero di trasmissione sono eliminate da un apposito smorzatore torsionale. È stato infine montato un differenziale autobloccante.

### Sospensioni, freni e sterzo
Sia l'avantreno che il retrotreno della SLS AMG propongono un'architettura a doppi bracci in alluminio forgiato con tiranti trasversali e gruppi molla-ammortizzatore (rispettivamente elicoidale e a gas) ancorati sul braccio inferiore. Tale soluzione è mutuata anch'essa dalle competizioni e permette di avere una grande resa in termini di stabilità e tenuta di strada, nonché di resistenza alle sollecitazioni meccaniche, ma consente anche un adeguato livello di comfort durante i viaggi più lunghi. Anche i mozzi ruota ed i giunti sono realizzati in alluminio forgiato. Quanto ai cerchi utilizzati, la SLS AMG monta dei cerchi da 19 pollici all'avantreno (con pneumatici 265/35 R19) e da 20 pollici al retrotreno (con pneumatici 295/30 R20).
Ancora più interessante è l'impianto frenante, che prevede quattro dischi autoventilanti, baffati e forati, realizzati in materiale composito. Tali dischi consentono di applicare una consistente forza frenante anche a velocità elevate e quindi di poter avere spazi di arresto molto contenuti. Le misure di tali dischi sono di 390 x 36 mm anteriormente e 360x26 mm posteriormente. Mentre i dischi anteriori si avvalgono di pinze a sei pompanti, quelli posteriori sono abbinati a pinze a quattro pompanti. A richiesta è però possibile avere i costosi dischi freno carbo-ceramici, un optional da 11.400 Euro che grazie alla particolare composizione chimica del materiale carboceramico impiegato consente di avere una frenata ancor più sicura ed efficace, anche in condizioni di utilizzo gravoso della vettura in pista, poiché sono maggiormente resistenti all'affaticamento. Questi dischi sono anche di dimensioni maggiori rispetto a quelli montati di serie, poiché misurano 402 x 39 mm all'avantreno e 360 x 32 mm al retrotreno.
Sono presenti anche dei sistemi ABS, ESP, ASR e BAS (assistente elettronico alla frenata d'emergenza).
Infine, completa il quadro lo sterzo a cremagliera con servoassistenza ad incidenza variabile in funzione della velocità di marcia. La scatola dello sterzo è stata posta in modo da permettere al propulsore di essere sistemato più in basso.

### Prestazioni

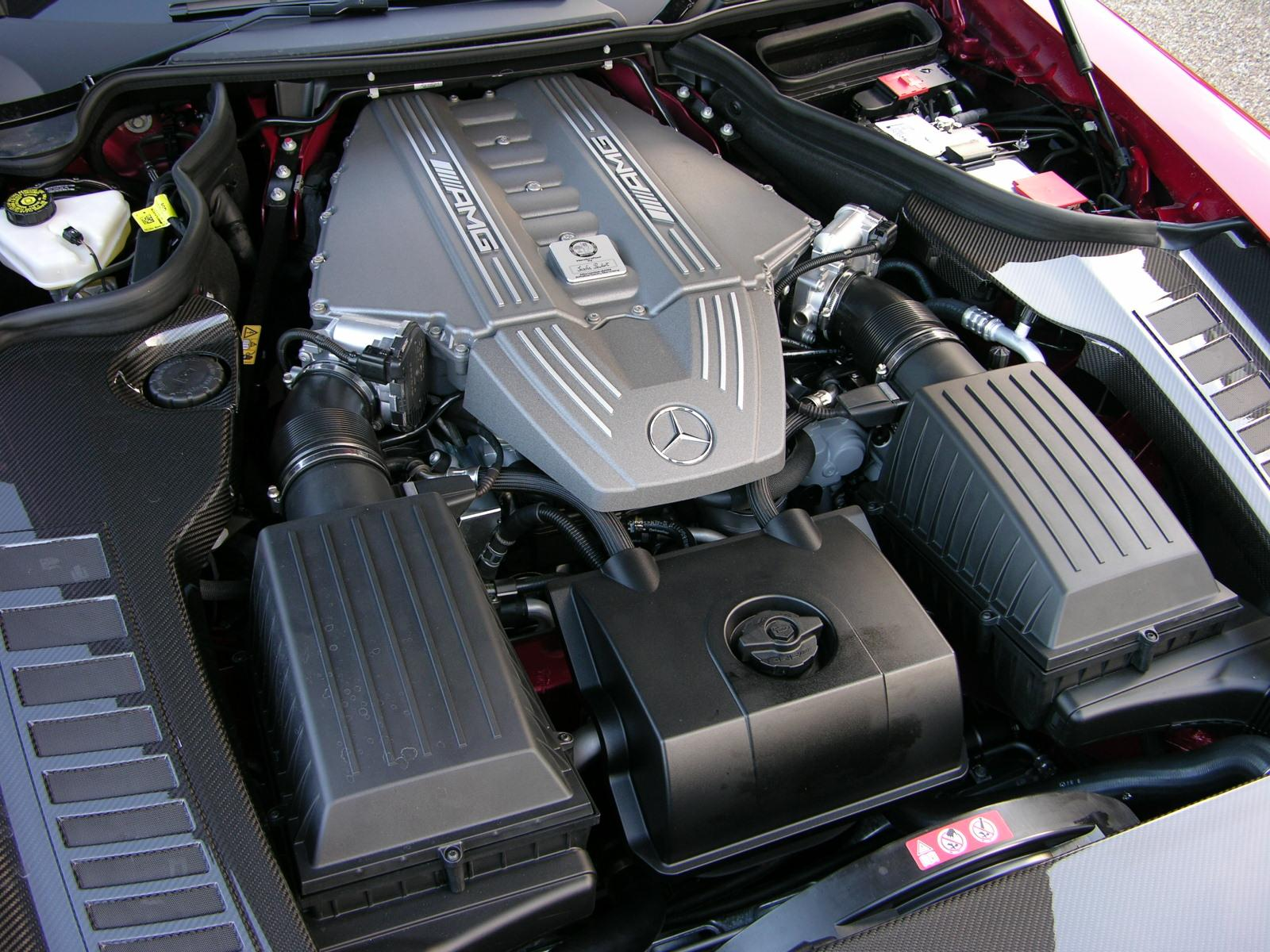
Motore

Le caratteristiche tecniche di cui dispone la SLS AMG, le consentono di ottenere prestazioni velocistiche notevoli: una velocità massima di 320 km/h, con uno scatto da 0 a 100 km/h coperto in 3"8 e fino a 200 km/h in 12";Meno confortanti, ma adeguati al motore utilizzato ed al tipo di vettura, i consumi, con una percorrenza media dichiarata di 13,2 litri ogni 100 km, mentre le emissioni di CO2 sono dichiarate in 314 g/km.

### Dotazione ed optional
L'elevato prezzo di listino della SLS AMG comprende un equipaggiamento di prim'ordine, la vettura dispone di un unico livello di allestimento, propone nella dotazione di serie: ABS, ESP, ASR, BAS, cinture di sicurezza a tre punti, otto airbag (doppio airbag frontale, airbags per le ginocchia, airbags laterali, airbags a tendina), Hill Holder (impedisce alla vettura di arretrare nelle partenze in salita), climatizzatore automatico, cielo in alcantara, fari bi-xeno autorientabili, tergilavafari, vetri elettrici, avviamento Keyless-Go, interni in pelle ed alluminio, pedaliera sportiva in acciaio traforato, sistema multimediale COMAND APS con navigatore, lettore CD/DVD e sistema di comando vocale Voice Tronic, computer di bordo, cruise control, sensori pressione pneumatici, sedili riscaldabili, retrovisori esterni riscaldabili e regolabili elettricamente, volante regolabile.
La lista optional, anch'essa assai lunga, comprende tra l'altro: impianto frenante carbo-ceramico, assetto sportivo AMG Performance, retrovisori interno ed esterno lato guida anabbaglianti, retrovisori esterni ripiegabili elettricamente, parking camera, pacchetto telefonia, caricatore da 6 CD, sistema audio Bang & Olufsen, retrovisori esterni in carbonio, coperchio vano motore in carbonio, sedili sportivi avvolgenti, inserti in carbonio e volante in pelle ed alcantara.

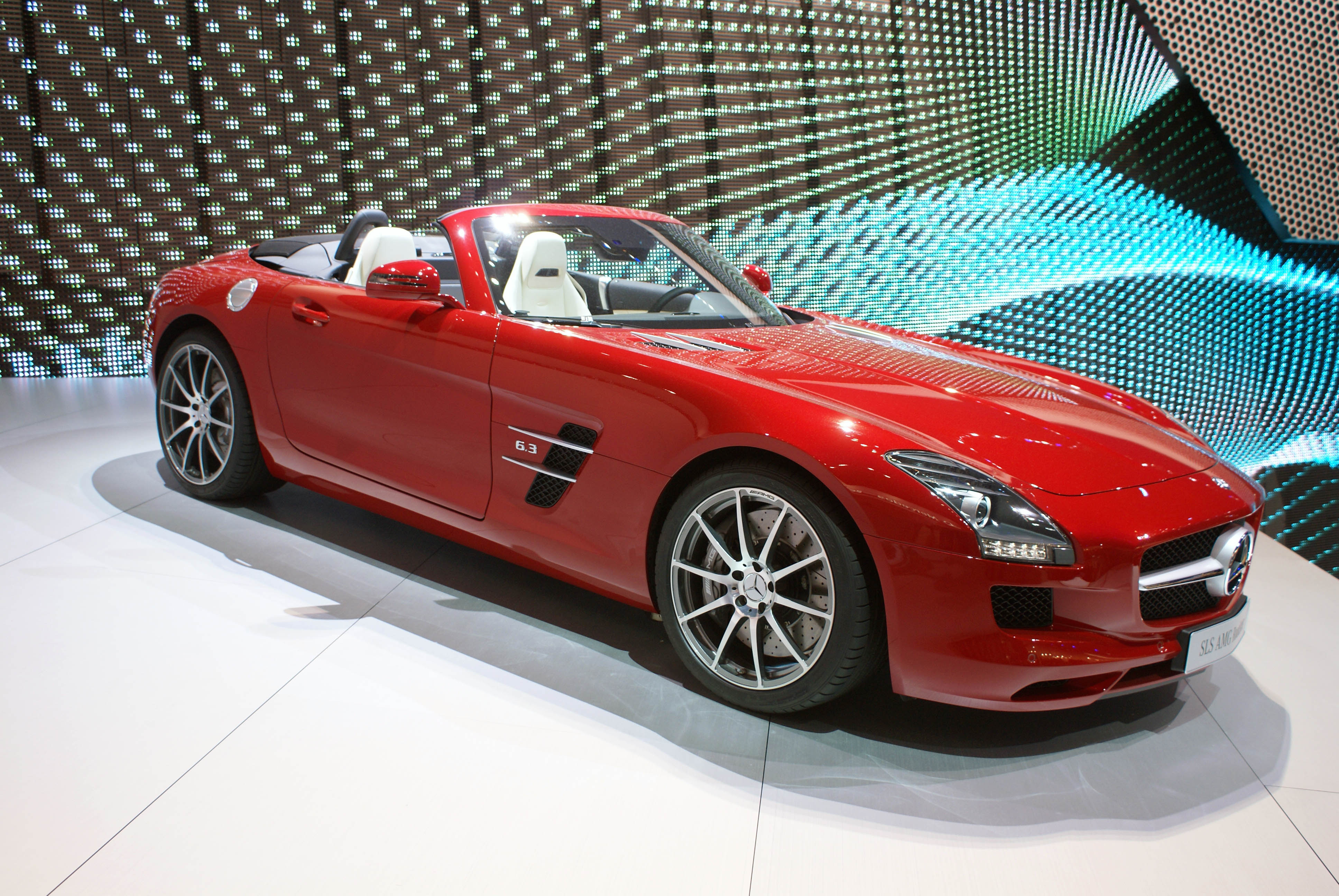
La SLS AMG Roadster presentata a Francoforte nel 2011

## Evoluzione della gamma
La commercializzazione avviata nel marzo 2010 ha riguardato inizialmente solo il mercato europeo, mentre solo l'anno seguente è stata estesa al mercato nordamericano. Al contrario di molte vetture supersportive spesso proposte in una o al massimo due versioni, la SLS AMG ha conosciuto già nei primi anni di carriera una progressiva diversificazione in molte versioni.
Nel mese di ottobre del 2011 la gamma si è estesa con l'arrivo della SLS AMG Roadster (codice R197), versione a cielo aperto della SLS AMG. Tale versione già svelata nel mese di luglio del 2011 ha raccolto idealmente il testimone della 300 SL Roadster di oltre cinquant'anni prima. A parte il necessario irrigidimento alla scocca, la roadster è meccanicamente identica alla coupé. Un'altra differenza sta nella lista optional, che include l'Airscarf per riscaldare il collo degli occupanti nel caso si volesse guidare a capote aperta durante la stagione fredda.

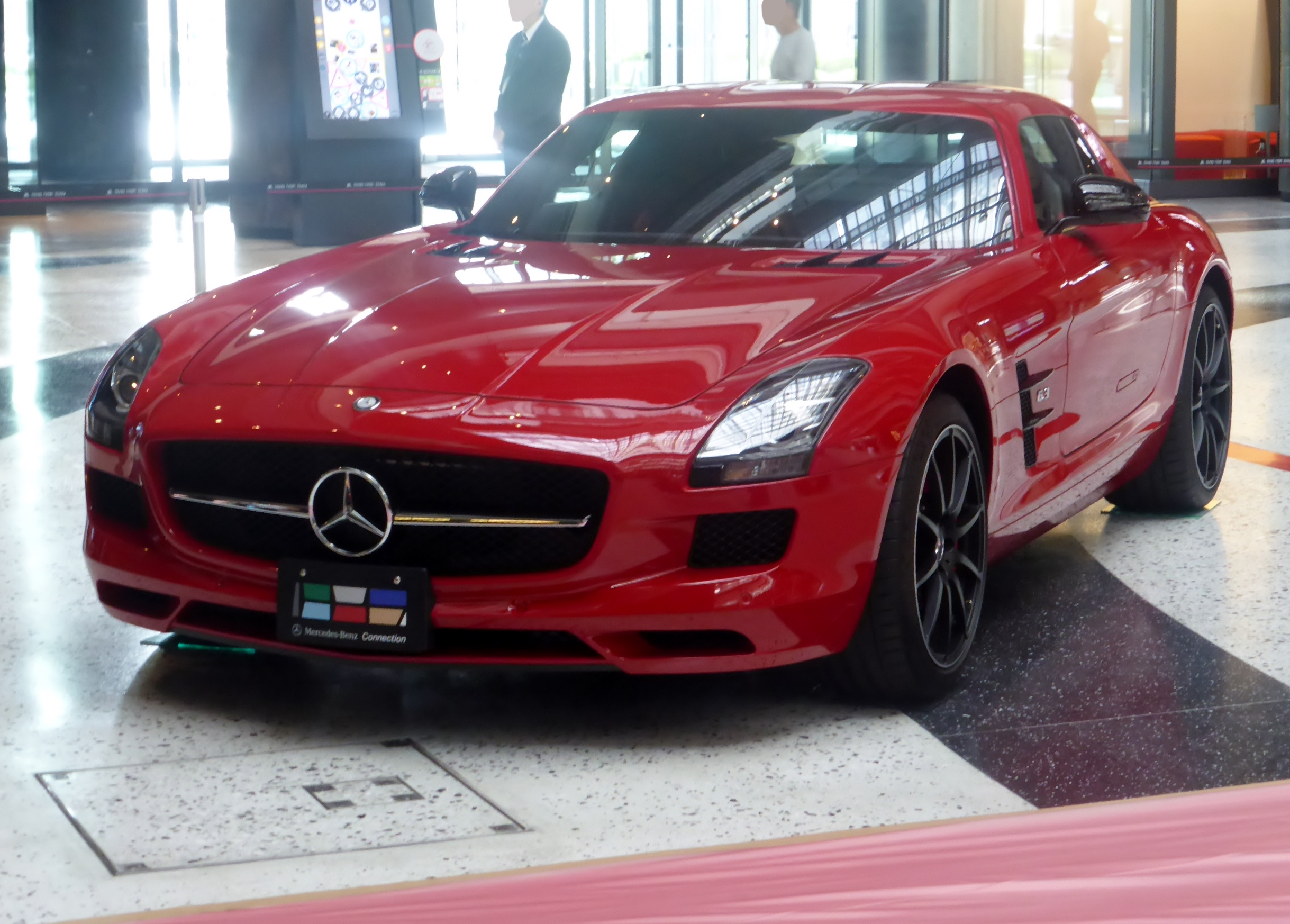
Una Mercedes-Benz SLS AMG GT

Nel settembre 2012 a Parigi è stato svelato il primo prototipo della versione Electric Drive, caratterizzata dalla trazione totalmente elettrica. A dicembre, la gamma è stata estesa con l'arrivo della SLS AMG GT, una versione che va a collocarsi un gradino più in alto rispetto alla versione "di base". La GT, già svelata sei mesi prima, in giugno, è prevista sia come coupé sia come roadster, e meccanicamente differisce dalla versione standard per il motore, che è stato portato da 571 a 591 CV. Anche il cambio ha ricevuto migliorie per risultare ancora più veloce del già rapido doppia frizione standard, ed inoltre le sospensioni sono state ulteriormente irrigidite.

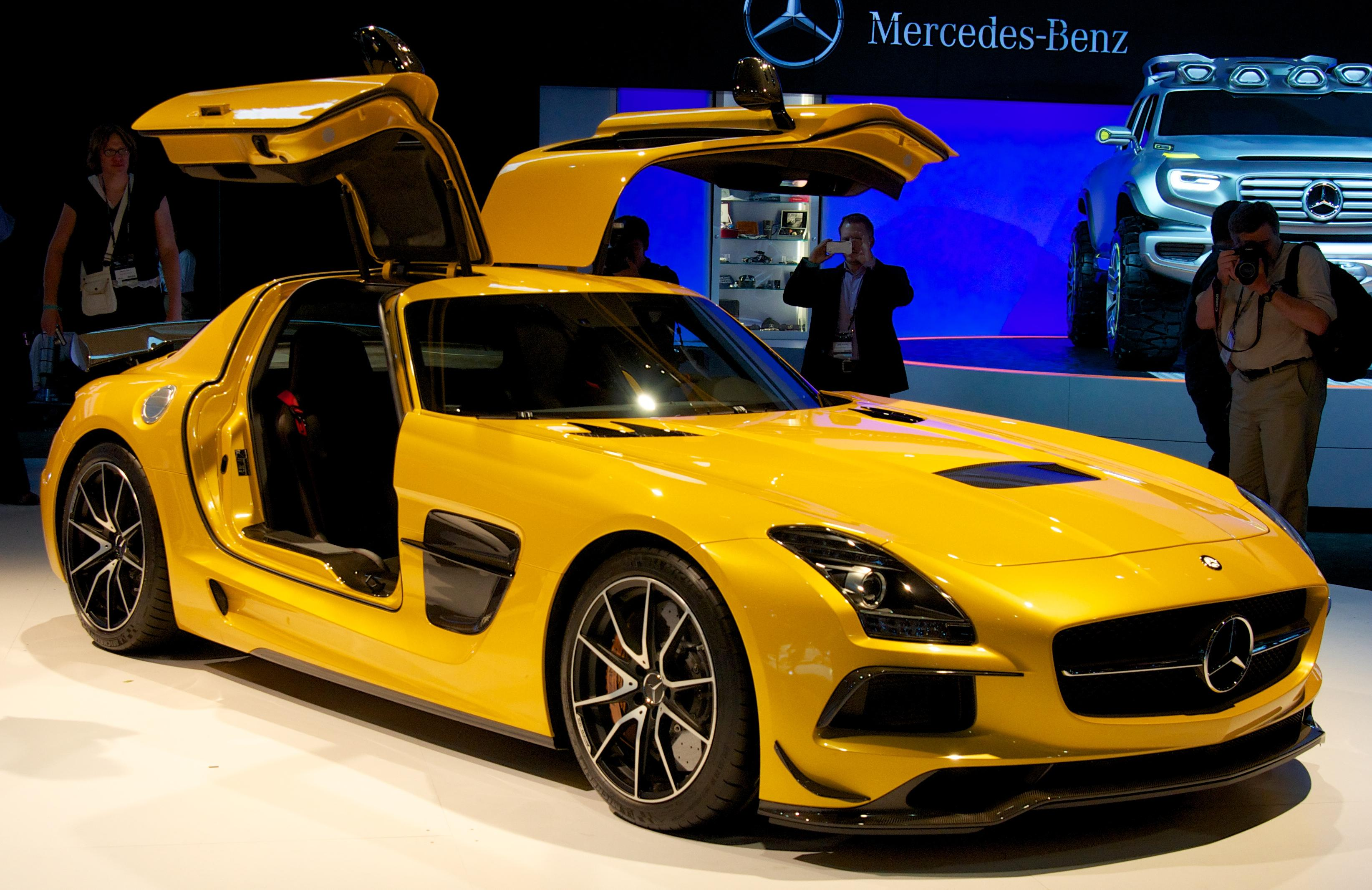
SLS AMG GT Black Series

Nel mese di novembre, invece, la Mercedes ha presentato la versione Black Series della SLS AMG, destinata al top di gamma. La vettura è stata alleggerita di 70 kg, raggiungendo i 1550 kg totali. Il propulsore V8 6,2 litri è stato potenziato a 631 CV, garantendo un'accelerazione da 0 a 100 km/h in 3,6 secondi, con velocità massima di 330 km/h. Anche l'aerodinamica è stata oggetto di affinamenti, con l'aggiunta di uno spoiler anteriore in fibra di carbonio, nuove minigonne laterali, nuovo diffusore in fibra di carbonio da cui fuoriescono quattro tubi di scarico in titanio e nuovi flap anteriori in fibra di carbonio. Meccanicamente, la vettura è stata dotata di un differenziale autobloccante elettronico, sospensioni adattive sport, launch control, albero di trasmissione in materiali compositi,  cerchi in lega da 19" all'anteriore e da 20" al posteriore e freni carboceramici. Gli interni sono in stile più sportivo, con molte parti anch'esse in fibra di carbonio. Ma la commercializzazione di tale modello non è stata avviata subito dopo, bensì è stata fissata per la metà dell'anno seguente, ma già ad aprile è possibile ordinare tale versione. 

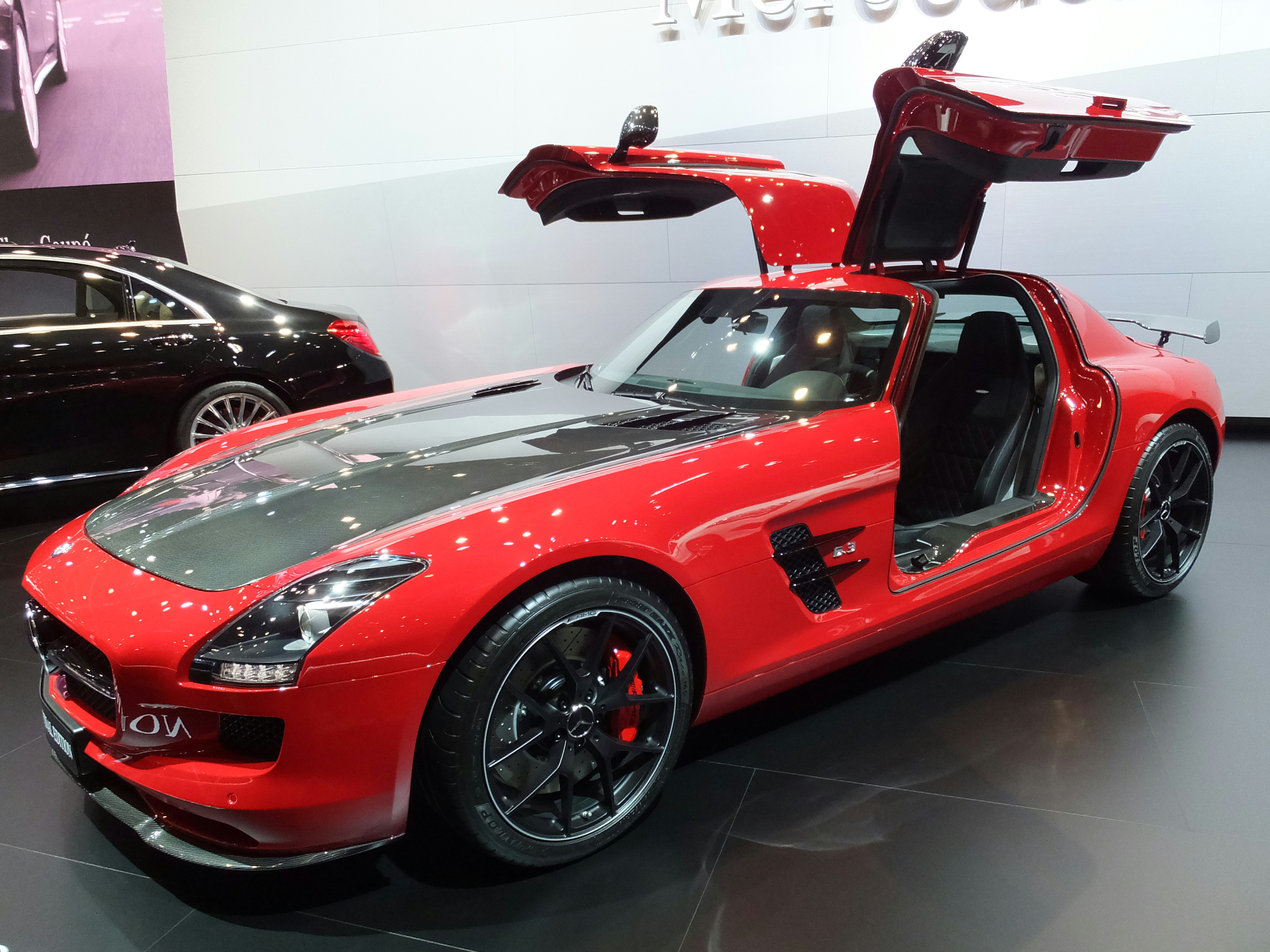
SLS AMG GT Final Edition

Per l'uscita di produzione della SLS è stata realizzata la SLS AMG GT Final Edition, una versione speciale prodotta in soli 350 esemplari, che monta il V8 da 591 CV della versione GT e si differenzia dal modello standard per il nuovo pacchetto aerodinamico, composto da uno splitter anteriore ed uno spoiler fisso posteriore in fibra di carbonio. Le ordinazioni per la Final Edition sono possibili dal mese di gennaio 2014, anche se la commercializzazione vera e propria è stata fissata per il mese di marzo.
La SLS AMG scompare dai listini nell'autunno del 2014, per essere sostituita dalla Mercedes-Benz AMG GT.

## Riepilogo caratteristiche
Di seguito vengono riepilogate le caratteristiche delle varie versioni previste per la gamma della SLS AMG.
| Modello                  | Carrozzeria | Codice modello | Motore  | Cilindrata cm³ | Potenza CV/rpm | Coppia Nm/rpm | Massa a vuoto (kg) | Velocità max | Acceler. 0–100 km/h | Consumo (l/100 km) | Emissioni CO2 (g/km) | Anni di produzione |
| SLS AMG                  | Coupé       | 197.377        | M159E63 | 6208           | 571/6800       | 650/4750      | 1.620              | 320          | 3"8                 | 13.2               | 308                  | 03/2010-12/2013    |
| SLS AMG                  | Roadster    | 197.477        | M159E63 | 6208           | 571/6800       | 650/4750      | 1.660              | 320          | 3"8                 | 13.2               | 308                  | 10/2011-12/2013    |
| SLS AMG GT               | Coupé       | 197.378        | M159E63 | 6208           | 591/6800       | 650/4750      | 1.620              | 320          | 3"7                 | 13.2               | 308                  | 10/2012-10/2014    |
| SLS AMG GT               | Roadster    | 197.478        | M159E63 | 6208           | 591/6800       | 650/4750      | 1.660              | 320          | 3"7                 | 13.2               | 308                  | 10/2012-10/2014    |
| SLS AMG GT Final Edition | Coupé       | -              | M159E63 | 6208           | 591/6800       | 650/4750      | 1.620              | 320          | 3"7                 | 13.2               | 308                  | 2014               |
| SLS AMG GT Black Series  | Coupé       | -              | M159E63 | 6208           | 631/7400       | 635/5500      | 1.550              | 330          | 3"6                 | 13.7               | 321                  | 06/2013-12/2013    |

## Versioni speciali

### Mercedes-Benz SLS AMG Electric Drive

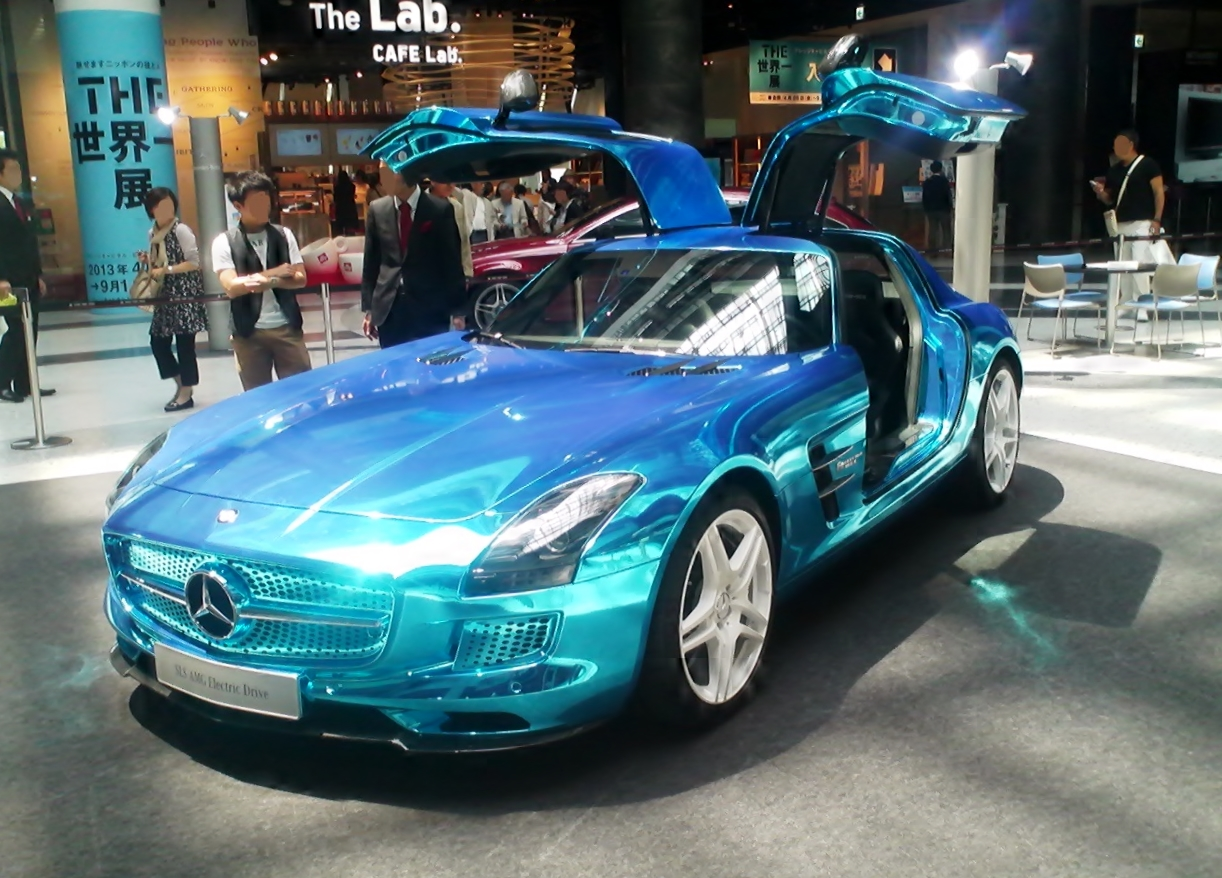
Una Mercedes-Benz SLS AMG Electric Drive

Il 29 settembre 2012, al Salone di Parigi, Mercedes-Benz ha esposto la SLS AMG Electric Drive, prototipo definitivo della versione a trazione elettrica, che diverrà ordinabile solo dal mese di dicembre del 2012. Tale prototipo fa parte di un programma di mobilità sostenibile che l'azienda tedesca vuole estendere a molti dei suoi futuri modelli ed anche ad alcuni di quelli già presenti in listino, tra cui la SLS AMG o anche la Classe B W246, anch'essa esposta a Parigi in versione a trazione elettrica.

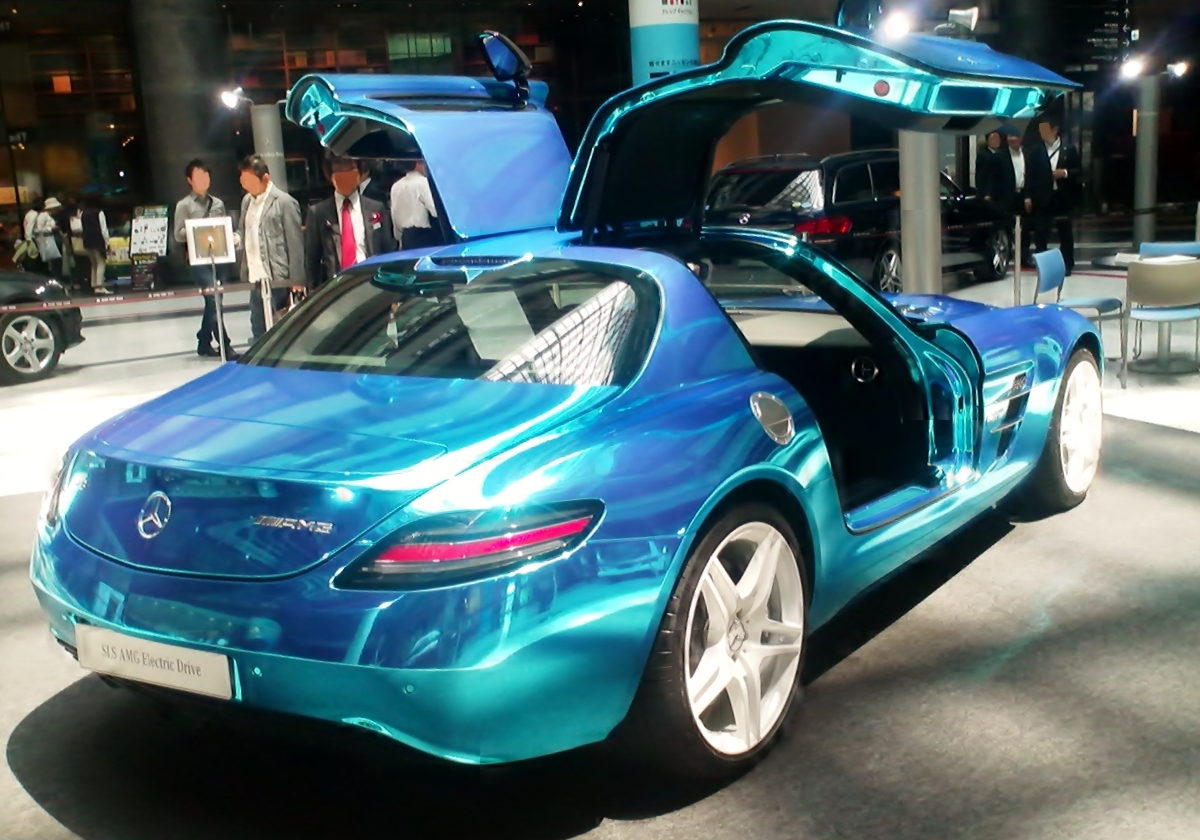
Vista posteriore

La storia di questa particolare versione ha inizio un anno e mezzo prima, quando al Salone di Ginevra è stata presentata la SLS AMG E-Cell Concept, una concept car che prefigurava la SLS AMG a batterie, della quale l'amministratore delegato della Daimler AG, Dieter Zetsche ha annunciato il lancio, previsto per il 2013. Questa particolare versione montava un motore elettrico da ben 533 CV di potenza massima ed 880 Nm di coppia massima, alimentato da un pacco di batterie al litio da 400 V composte da 324 celle. Durante il successivo anno e mezzo, la concept ha fatto da base per successivi affinamenti ed evoluzioni, fino ad arrivare appunto alla kermesse parigina. Il vistoso prototipo dalla livrea blu specchiata presente a Parigi è equipaggiato con quattro motori elettrici, uno per ruota, la cui potenza totale raggiunge ben 750 CV con una coppia massima di 1000 Nm. La vettura è stata progettata in collaborazione con la Mercedes AMG High Performance Powertrains, ossia un reparto dedito alla ricerca e sviluppo di tecnologie per la Formula 1. La velocità massima è autolimitata a 250 km/h per non compromettere troppo la durata della carica delle batterie e la loro resistenza, ma lo scatto da 0 a 100 km/h è coperto in 3"9. La vettura differisce dalla "sorella" a benzina per lo spoiler anteriore, i retrovisori esterni ed il cofano motore in carbonio, il diffusore posteriore ed i fari bruniti. Il telaio è stato rinforzato affinché la vettura possa reggere senza sforzi il gran peso delle batterie e dei motori elettrici (ben 728 kg tra tutto quanto). Inoltre, le sospensioni sono state completamente modificate nella loro geometria per fare spazio ai motori elettrici sistemati sui mozzi ruota ed ai loro semiassi. L'impianto frenante è a dischi carboceramici da 402 mm di diametro all'avantreno e 360 mm al retrotreno. La presenza dei quattro motori elettrici su ognuna delle ruote fa della Electric Drive la prima SLS AMG a trazione integrale.

## Attività sportiva

### SLS AMG GT3

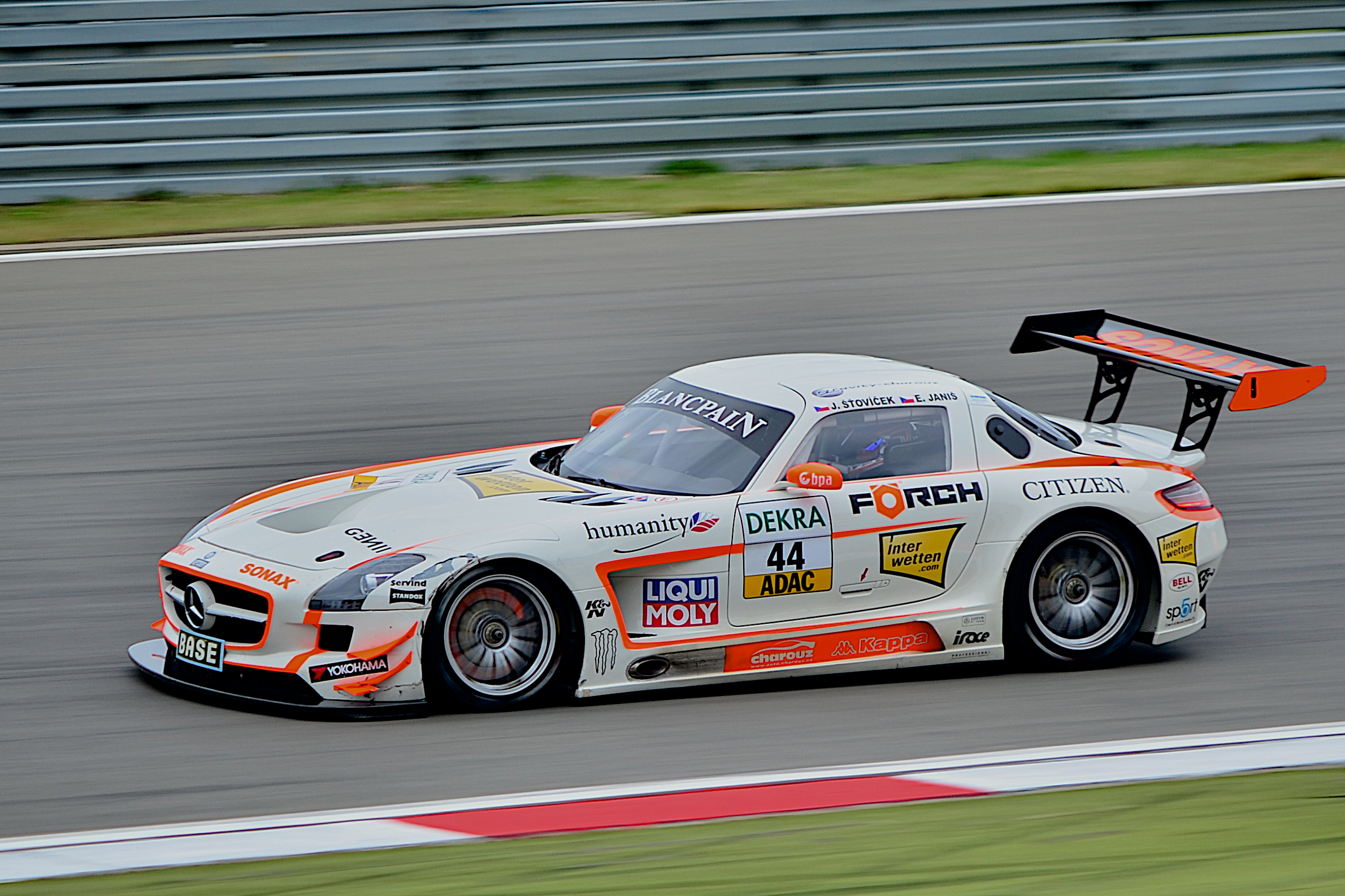
Una Mercedes-Benz SLS AMG GT3

Versione preparata per i campionati del gruppo GT3 ed riconoscibile per la grande ala posteriore e per il labbro anteriore sotto il paraurti. A differenza della SLS AMG di serie, monta un cambio sequenziale a 6 rapporti.

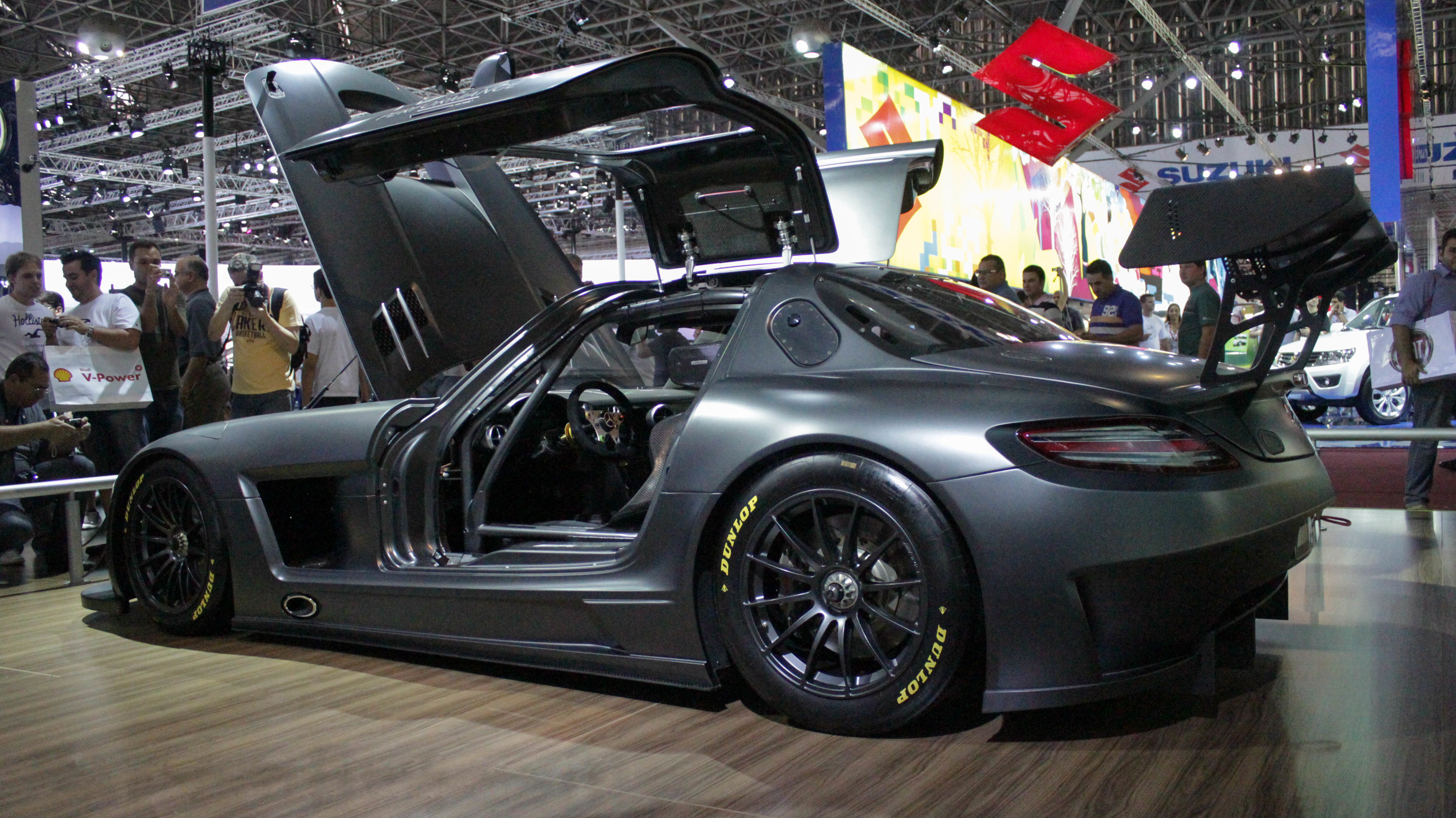
La Mercedes-Benz SLS AMG GT3 45th Annyversary

### SLS AMG GT3 45th Anniversary
È una variante destinata all'impiego nelle corse, costruita in 5 esemplari per celebrare i 45 anni della AMG. È caratterizzata dal massiccio impiego di fibra di carbonio rinforzata, sia per la cellula dell'abitacolo, che per le portiere.